# Ebersbach-Neugersdorf
Ebersbach-Neugersdorf (en baix sòrab: Habrachćicy-Nowe Jěžercy) és una ciutat del districte de Görlitz, a Saxònia, Alemanya. Està situada a la frontera amb la República Txeca, just davant de la ciutat txeca de Jiříkov. Es va formar l'1 de gener de 2011 per la fusió dels antics municipis d'Ebersbach i Neugersdorf.